# آيت سورح الغربية (النزالة)
آيت سورح الغربية هي إحدى مشيخات المملكة المغربية، تتبع جغرافيا لإقليم ميدلت وإداريًا لالنزالة. يقدر عدد سكانها بـ 1421 نسمة حسب الإحصاء الرسمي للسكان والسكنى لسنة 2004.